# Haizhou (Fuxin)
Der Stadtbezirk Haizhou (chinesisch 海州区, Pinyin Hǎizhōu Qū) ist ein Stadtbezirk in China, der zum Verwaltungsgebiet der Bezirksfreien Stadt Fuxin in der nordostchinesischen Provinz Liaoning gehört. Er hat eine Fläche von 68,94 km² und zählt 234.029 Einwohner (Stand: Zensus 2020).

## Administrative Gliederung
Auf Gemeindeebene setzt sich der Stadtbezirk aus zehn Straßenvierteln und einer Großgemeinde zusammen. 